# Hrabstwo Warrick
Hrabstwo Warrick (ang. Warrick County) – hrabstwo w stanie Indiana w Stanach Zjednoczonych. Obszar całkowity hrabstwa obejmuje powierzchnię 391,05 mil2 (1 012,83 km²). Według danych z 2010 r. hrabstwo miało 59 689 mieszkańców. Hrabstwo powstało w 30 kwietnia 1813 roku i nosi imię Jacoba Warricka, który był jednym z pierwszych osadników Indiany oraz kapitanem milicji poległym w bitwie pod Tippecanoe w 1811.

## Sąsiednie hrabstwa
- Hrabstwo Pike (północ)
- Hrabstwo Dubois (północny wschód)
- Hrabstwo Spencer (wschód)
- Hrabstwo Daviess (Kentucky) (południowy wschód)
- Hrabstwo Henderson (Kentucky) (południowy zachód)
- Hrabstwo Vanderburgh (zachód)
- Hrabstwo Gibson (północny zachód)

## Miasta
- Boonville
- Chandler
- Elberfeld
- Lynnville
- Newburgh
- Tennyson